# 포뮬러 E
ABB의 후원으로 ABB FIA 포뮬러 E 월드 챔피언십이라는 공식 명칭을 갖는 포뮬러E는 순수 전기차만을 사용하는 1인승 모터스포츠 챔피언십이다. 포뮬러e는 2011년에 출범이 확정되었고, 2014년 10월 베이징에서 첫번째 레이스가 열렸다.
FIA(국제 자동차 연맹)의 공식 승인을 받은 챔피언십 대회이다. 포뮬러E 홀딩스의 설립자이자 현 회장은 알레한드로 아각이다.

## 역사
세계 모터스포츠 관리 기구인 국제 자동차 연맹의 회장인 장 토드에에 의해 도심을 기반으로 한 싱글시터(1인승) 전기차 모터 레이싱 챔피언십이 제안되었고, 2011년 3월 3일 파리의 작은 이탈리아식 식당에서 정치인인 알레한드로 아각과 안토니오 타야니 그리고 이탈리아의 배우 테오 테오콜리에게 소개되었다.
타야니는 자동차 산업의 전기화에 따른 이산화탄소 배출의 감소와 하이브리드 또는 전기 시스템의 도입에 많은 관심을 갖고있었다. 아각은 FIA가 시리즈를 조직하기 위한 입찰 개시를 논의한 후 토드의 제안을 지지했다. 아각은 토드에게 자신이 텔레비전 방송국과의 계약 협상, 스폰서, 마케팅 등의 경험을 토대로 직접 나서겠다고 선언했다.
2019년 12월 FIA에게 대회의 지위를 인정받아 포뮬러 E에 2020-21 시즌(시즌7)부터 월드 챔피언십 타이틀이 부여 될 것이라고 발표됐다. 이로써 2020-21 시즌부터는 ABB FIA 포뮬러E 챔피언십에서 ABB FIA 포뮬러E 월드 챔피언십이라는 새로운 명칭을 사용할 수 있게 된다.

## 규정

### 개요
포뮬러E 챔피언십은 현재 12팀의 각각 두명의 드라이버, 즉 24명의 드라이버가 경쟁하는 체제를 갖추고 있다. 각 라운드의 레이스는 개최지 도심의 중심지에 설치되는 시가지 서킷에서 펼쳐진다. 서킷의 길이는 1.9Km에서 3.4Km까지 다양하며, 대회가 진행되는 동안에만 일시적으로 설치되었다가 다시 철거되어 도심의 도로로서 역할을 하게 된다.

### 레이스 당일
각 라운드는 E-Prix(E-프리)라는 이름을 갖는다. E-프리는 포뮬러 원에서 쓰이는 그랑프리(Grand Prix)라는 명칭의 앞부분을 전기를 뜻하는 영단어 Electricity의 앞글자 E로 치환한 것이다. (예: Seoul E-Prix)
모든 이벤트는 오전에 두 번의 연습 세션으로 시작되며, 첫번째 세션은 45분이고 두번째 세션은 30분짜리이다. 이전에는 배터리의 용량이 부족해 레이스를 완주할 수 없는 관계로 이를 해결하기 위해 2대의 차를 준비해 드라이버가 레이스 중간에 차량을 갈아타는 형식이었지만 2018-19시즌부터 사용될, 250kW의 출력을 지속하며 레이스를 완주할 수 있는 젠2 차량이 발표되면서 드라이버당 한대의 차량으로 출전하게 된다.
독특한 방식의 예선(퀄리파잉) 세션은 오후 시간에 약 한시간동안 진행된다.
드라이버들은 5명 또는 6명으로 구성된 4개의 그룹으로 나뉜다. 한번에 한 그룹씩 예선에 참가하게 되며, 각 그룹은 6분의 시간동안 달리면서 최대 출력인 250kW까지 사용할 수 있다. 2시즌부터 새롭게 추가된 슈퍼폴에서는 조별예선 각 그룹의 1위 드라이버들이 한번에 한명씩 단 한바퀴의 기록으로 경쟁하여 폴포지션부터 6번 그리드까지 출발순서를 정한다.
슈퍼폴을 통해 폴포지션~6번 그리드가 정해지고, 7번 그리드부터 마지막 그리드는 예선 기록을 토대로 정해진 다음, 해당하는 경우 그리드 페널티가 부여된 후 최종 출발 그리드가 확정된다.
메인 이벤트인 레이스는 45분+1랩(바퀴) 방식으로 진행된다. 시즌4(2017-18)를 끝으로 차량을 갈아타는 피트스탑이 없어지면서 펑크나 손상으로 인한 불가피한 타이어 교체목적 외에 피트스탑은 금지된다.
수명이 긴 사계절 타이어를 사용하기 때문에 팀과 드라이버들은 레이스가 끝날 때까지 타이어의 마모를 관리하는 대신 배터리 소모를 관리하고 어택모드 전략을 세우는 데 집중할 수 있게 된다. 배터리 잔량 관리와 어택모드 사용 시점에 대한 전략을 잘 짜는 것은 경기 운영에 있어서 매우 중요하다.
레이스 도중에는 파워유닛에서 200kW만을 사용할 수 있고, 어택모드 도중에는 35kW를 추가로 사용할 수 있다. 팬들의 팬 부스트 투표로 선정된 다섯 명의 드라이버는 정해진 레이스 시간의 50%가 지난 시점부터 총 5초동안 팬 부스트를 사용할 수 있다. 어택모드에 돌입한 드라이버는 헤일로에 푸른 LED가 점등되며 팬부스트를 활성화한 드라이버의 헤일로는 보라색으로 빛난다.
사고 또는 기타 위험상황에 의해 풀 코스 황기(옐로 플래그) 또는 세이프티 카 상황에 들어가면 1분당 1kWh의 에너지(모터 출력이 아닌 배터리의 잔여량)가 차감된다. 따라서 세이프티 카가 나온다고 해서 배터리 관리의 부담이 줄어들지는 않는다.

### 챔피언십 포인트
- 포인트는 상위 10명의 드라이버에게 FIA의 표준 포인트 부여방식(1위부터 10위까지 25-18-15-12-10-8-6-4-2-1점) 에 따라 부여된다.
- 이외에 슈퍼폴에서 폴 포지션을 차지한 드라이버에게는 3점이 주어지고
- 레이스에서 최속 랩(패스티스트 랩)을 기록한 드라이버에게는 1점이 추가로 주어진다 (단, 최속랩을 기록한 드라이버가 10위 안에 들었을 경우에만 해당. 최속랩 드라이버가 10위 미만일 경우 1~10위 드라이버들의 최속랩을 비교하여 그들 중 가장 빠른 랩을 기록한 드라이버가 포인트를 가져간다.)

챔피언십은 드라이버 챔피언십과 팀 챔피언십으로 나뉜다.
- 드라이버 챔피언십의 순위는 시즌이 끝난 시점에서 드라이버 개인의 총 득점을 합한 값이 최종 결과가 된다.
- 팀 챔피언십의 순위는 각 팀에 속한 두 명의 드라이버가 획득한 점수를 합하여 계산한다.[12]

### 팬 부스트
각 레이스마다 팬들은 누구나 다양한 소셜 미디어 채널을 통해 자신이 좋아하는 드라이버에게 투표하여 추가적인 출력을 제공할 수 있다. 투표는 레이스 6일 전에 시작하여 경기 시작 15분 전에 종료된다. 하루에 한번씩 투표에 참여할 수 있다. 팬들의 투표로 선정된 다섯 명의 드라이버는 정해진 레이스 시간의 50%가 지난 시점부터 총 5초동안 팬 부스트를 사용할 수 있다. 팬 부스트가 활성화된 동안 해당 드라이버의 헤일로에 보라색 LED가 점등된다.
자신이 응원하는 드라이버에게 투표를 통해 팬으로서 드라이버의 레이스에 적극적인 도움을 줄 수 있다는 점은 분명 매력적이다. 하지만 인기/비인기 드라이버간 팬덤 규모의 격차가 매우 클 뿐만아니라 팬들이 매번 같은 드라이버를 고르는 탓에 득표수가 많은 드라이버는 언제나 팬부스트를 획득한다는 점이 팬들 사이에서도 지적되고 있다. 팬들이 "원픽"을 골라놓고 매번 그 드라이버에게 투표하기 때문에 팬 부스트를 받는 드라이버는 투표가 시작하기도 전에 이미 정해져 있다는 주장이다. 실제로 포뮬러E 최대 규모의 팬덤을 보유한 스토펠 반두르네는 매 라운드에서 압도적인 득표율로 팬부스트를 가져간다.
팬 부스트 자체는 레이스의 결과에 극적인 변화를 일으키지 못한다는 점 역시 사실이지만 이와 별개로 최소한의 공정성을 갖추려면. 더불어 팬들의 더욱 적극적인 참여를 유도하기 위해서라도 현재의 팬 부스트 제도는 개선되어야 한다. 포뮬러E만의 독특한 제도인 팬 부스트를 폐지하거나 팬 부스트를 활성화 시켰을 때 얻는 이득을 감소시키는 대신, 직전 대회에서 팬 부스트를 받은 드라이버는 다음 라운드의 투표에서 제외되는 등 투표 시스템적인 개선 방안이나 해결책이 제시되어야 할 것이다.

### 어택 모드
2018-19시즌(5시즌)에 새롭게 등장한 어택 모드는 레이스 도중 200kW로 제한된 출력에서 35kW를 추가로 사용할 수 있게 해준다. 어택 모드가 발동되는 동안 해당 드라이버의 헤일로에 푸른 LED가 점등된다.
레이스 컨트롤에 의해 어택 모드가 활성화되면(특별한 경우가 아니라면 3랩부터 사용할 수 있다) 레이싱 라인에서 벗어난 곳에 위치한 어택 모드 발동 구역을 통과해서 어택 모드를 발동시킬 수 있다.
어택 모드의 지속시간과 의무 사용횟수가 정해져 있고, 이는 레이스마다 다르다. 이 내용은 레이스 스타트 60분 전에 FIA에 의해 결정되고 공지되기 때문에 각 팀들은 제한된 시간 안에 어택모드 사용 전략을 짜야 한다.
풀 코스 황기(옐로 플래그)상황 또는 세이프티 카 상황에서는 어택모드를 발동시킬 수 없지만 이미 어택 모드에 돌입한 드라이버의 어택 모드 지속시간은 차감된다.

## 시즌

### 시즌6(2019-20)

#### 팀과 드라이버
포뮬러E의 여섯번째 시즌인 2019-20시즌에 참가하는 팀과 드라이버는 다음과 같다.
| 팀                                                                               | 파워트레인                       | 레이스넘버 | 드라이버                  |
| -------------------------------------------------------------------------------- | -------------------------------- | ---------- | ------------------------- |
| 엔비전 버진 레이싱                                                               | 아우디 e-트론 FE06               | 2          | 샘 버드                   |
| 엔비전 버진 레이싱                                                               | 아우디 e-트론 FE06               | 4          | 로빈 프라인스             |
| 니오 333 FE 팀                                                                   | NIO FE-005                       | 3          | 올리버 터비               |
| 니오 333 FE 팀                                                                   | NIO FE-005                       | 33         | 마칭화                    |
| 메르세데스-벤츠 EQ 포뮬러E 팀                                                    | 메르세데스-벤츠 EQ 실버애로우 01 | 17         | 닉 드 브리스              |
| 메르세데스-벤츠 EQ 포뮬러E 팀                                                    | 메르세데스-벤츠 EQ 실버애로우 01 | 5          | 스토펠 반두르네*          |
| 제옥스 드래곤                                                                    | Penske EV-4                      | 6          | 브랜든 하틀리*            |
| 제옥스 드래곤                                                                    | Penske EV-4                      | 7          | 니코 뮐러                 |
| 아우디 스포츠 ABT 셰플러 포뮬러E 팀                                              | 아우디 e-트론 FE06               | 11         | 안토니오 펠릭스 다 코스타 |
| 아우디 스포츠 ABT 셰플러 포뮬러E 팀                                              | 아우디 e-트론 FE06               | 66         | 다니엘 앱트               |
| DS 테치타                                                                        | Ds E-Tense FE20                  | 13         | 루카스 디 그라시*         |
| DS 테치타                                                                        | Ds E-Tense FE20                  | 25         | 장 에릭 베르뉴 *          |
| 태그호이어 포르쉐 포뮬러E 팀                                                     | 포르쉐 99X 일렉트릭              | 18         | 닐 자니                   |
| 태그호이어 포르쉐 포뮬러E 팀                                                     | 포르쉐 99X 일렉트릭              | 36         | 안드레 로터러*            |
| 로킷 벤추리 레이싱                                                               | 메르세데스-벤츠 EQ 실버애로우 01 | 19         | 펠리페 마사*              |
| 로킷 벤추리 레이싱                                                               | 메르세데스-벤츠 EQ 실버애로우 01 | 48         | 에도아르도 모타라         |
| 파나소닉 재규어 레이싱                                                           | 재규어 I-타입 4                  | 20         | 미치 에반스               |
| 파나소닉 재규어 레이싱                                                           | 재규어 I-타입 4                  | 51         | 제임스 칼라도             |
| 닛산 e댐스                                                                       | 닛산 IM02                        | 22         | 올리버 로랜드             |
| 닛산 e댐스                                                                       | 닛산 IM02                        | 23         | 세바스티안 부에미*        |
| BMW i 안드레티 모터스포츠                                                        | BMW iFE.20                       | 27         | 알렉산더 심즈             |
| BMW i 안드레티 모터스포츠                                                        | BMW iFE.20                       | 28         | 맥시밀란 귄터             |
| 마힌드라 레이싱                                                                  | 마힌드라 M6일렉트로              | 64         | 제롬 담브로시오*          |
| 마힌드라 레이싱                                                                  | 마힌드라 M6일렉트로              | 94         | 파스칼 베를라인*          |
| * - 포뮬러 원 출전 경력이 있는 드라이버(리저브 및 테스트 커리어는 포함하지 않음) |                                  |            |                           |

##### 팀
- 2018-19시즌 11개팀 22드라이버였던 그리드에 신생팀 태그호이어 포르쉐가 새롭게 합류하며 12개팀 24명의 드라이버가 경쟁을 펼치게 되었다[14].
- 메르세데스-벤츠 EQ팀이 새롭게 참가한다. 18-19시즌에 참가하던 HWA RaceLab팀은 메르세데스-벤츠 EQ의 트랙사이드 운영을 맡는다[15].

##### 드라이버
- 닐 자니가 포르쉐 소속으로 포뮬러E에 복귀한다[16].
- 안드레 로터러는 DS 테치타에서 포르쉐로 이적했다[17].
- 맥시밀란 귄터는 제옥스 드래곤에서 BMW로 이적하며 다 코스타의 빈자리를 채웠다[18].
- 안토니오 팰릭스 다 코스타는 BMW에서 DS 테치타로 이적하여 로터러의 대체자 역할을 하게 되었다[19].
- 2019시즌 F2 챔피언인 닉 드 브리스가 메르세데스-벤츠 EQ에서 포뮬러E에 데뷔한다[20].
- 제옥스 드래곤은 토로 로쏘 출신의 전 F1 드라이버이자 2015년도와 2017년 월드 인듀어런스 챔피언인 브랜든 하틀리[21], 그리고 니코 뮐러를 선택[22]하며 루키 드라이버들로 라인업을 구성했다.
- 2017 GT 월드 인듀어런스 챔피언인 제임스 칼라도가 알렉스 린 대신 재규어와 계약하면서 포뮬러E에 데뷔한다[23].

#### 일정
| 라운드 | 대회명            | 개최국         | 서킷                              | 날짜                  |
| ------ | ----------------- | -------------- | --------------------------------- | --------------------- |
| 1      | 디리야 e-Prix     | 사우디아라비아 | 리야드 스트리트 서킷              | 2019년 11월 22일      |
| 2      | 디리야 e-Prix     | 사우디아라비아 | 리야드 스트리트 서킷              | 2019년 11월 23일      |
| 3      | 산티아고 e-Prix   | 칠레           | 파르크 오히긴스 서킷              | 2020년 1월 18일       |
| 4      | 멕시코시티 e-Prix | 멕시코         | 오토르도모 에르마노스 로드리게즈  | 2020년 2월15일        |
| 5      | 마라케시 e-Prix   | 모로코         | 물레이 하산 국제 자동차경주장     | 2020년 2 2월 29일     |
| 6      | 산야 e-Prix       | 중국           | 하이탕베이 서킷                   | 2020년 3월 21일(취소) |
| 7      | 로마 e-Prix       | 이탈리아       | 에우르 시민경주장                 | 2020년 4월 3일(취소)  |
| 8      | 파리 e-Prix       | 프랑스         | 파리 스트리트 서킷                | 2020년 4월 18일(취소) |
| 9      | 서울 e-Prix       | 대한민국       | 서울 스트리트 서킷                | 2020년 5월 3일(취소)  |
| 10     | 자카르타 e-Prix   | 인도네시아     | 자카르타 인터내셔널 마뉴먼트 서킷 | 2020년 6월 6일(취소)  |
| 11 6   | 베를린 e-Prix     | 독일           | 템펠호프 에어포트 스트리트서킷    | 2020년 6월 21일       |
| 12 7   | 뉴욕시티 e-Prix   | 미국           | 브루클린 스트리트 서킷            | 2020년 7월 11일       |
| 13 8   | 런던 e-Prix       | 영국           | 엑셀런던                          | 2020년 7월 25일       |
| 14 9   | 런던 e-Prix       | 영국           | 엑셀런던                          | 2020년 7월 26일       |

##### 일정 변경사항

###### 코로나19 범유행에 따른 조치
WHO의 코로나19 범유행 선포에 따른 조치로 중국 산야, 파리 로마, 프랑스 파리, 대한민국 서울과 인도네시아 자카르타 E-Prix가 잠정 연기되었다.

#### 결과 및 챔피언십 현황

##### 드라이버 챔피언십
| 결과   | 우승 | 2위 | 3위 | 4위 | 5위 | 6위 | 7위 | 8위 | 9위 | 10위 | 최속랩 | 슈퍼폴 폴포지션 | 조별예선 1위 |
| ------ | ---- | --- | --- | --- | --- | --- | --- | --- | --- | ---- | ------ | --------------- | ------------ |
| 포인트 | 25   | 18  | 15  | 12  | 10  | 8   | 6   | 4   | 2   | 1    | 1      | 3               | 1            |

| 순위 | 이름                      | 순위     | 순위     | 순위     | 순위        | 순위     | 순위                            | 순위                            | 순위                            | 순위                            | 순위                            | 순위   | 순위 | 순위 | 순위 | 합계 |
| 순위 | 이름                      | 디리야   | 디리야   | 산티아고 | 멕시코 시티 | 마라케시 | 중국                            | 로마                            | 파리                            | 서울                            | 자카르타                        | 베를린 | 뉴욕 | 런던 | 런던 | 합계 |
| ---- | ------------------------- | -------- | -------- | -------- | ----------- | -------- | ------------------------------- | ------------------------------- | ------------------------------- | ------------------------------- | ------------------------------- | ------ | ---- | ---- | ---- | ---- |
| 1    | 안토니오 펠릭스 다 코스타 | 14       | 10       | 2        | 2           | 1        | 코로나19 범유행으로 무기한 연기 | 코로나19 범유행으로 무기한 연기 | 코로나19 범유행으로 무기한 연기 | 코로나19 범유행으로 무기한 연기 | 코로나19 범유행으로 무기한 연기 |        |      |      |      | 67   |
| 2    | 미치 에반스               | 10       | 18       | 3        | 1           | 6        | 코로나19 범유행으로 무기한 연기 | 코로나19 범유행으로 무기한 연기 | 코로나19 범유행으로 무기한 연기 | 코로나19 범유행으로 무기한 연기 | 코로나19 범유행으로 무기한 연기 |        |      |      |      | 56   |
| 3    | 알렉산더 심스             | 8        | 1        | 리타이어 | 5           | 리타이어 | 코로나19 범유행으로 무기한 연기 | 코로나19 범유행으로 무기한 연기 | 코로나19 범유행으로 무기한 연기 | 코로나19 범유행으로 무기한 연기 | 코로나19 범유행으로 무기한 연기 |        |      |      |      | 46   |
| 4    | 맥시밀란 귄터             | 18       | 11       | 1        | 11          | 2        | 코로나19 범유행으로 무기한 연기 | 코로나19 범유행으로 무기한 연기 | 코로나19 범유행으로 무기한 연기 | 코로나19 범유행으로 무기한 연기 | 코로나19 범유행으로 무기한 연기 |        |      |      |      | 44   |
| 5    | 루카스 디 그라시          | 13       | 2        | 7        | 6           | 7        | 코로나19 범유행으로 무기한 연기 | 코로나19 범유행으로 무기한 연기 | 코로나19 범유행으로 무기한 연기 | 코로나19 범유행으로 무기한 연기 | 코로나19 범유행으로 무기한 연기 |        |      |      |      | 38   |
| 6    | 스토펠 반두르네           | 3        | 3        | 6        | 완주인정    | 15       | 코로나19 범유행으로 무기한 연기 | 코로나19 범유행으로 무기한 연기 | 코로나19 범유행으로 무기한 연기 | 코로나19 범유행으로 무기한 연기 | 코로나19 범유행으로 무기한 연기 |        |      |      |      | 38   |
| 7    | 에도아르도 모타라         | 7        | 4        | 리타이어 | 8           | 5        | 코로나19 범유행으로 무기한 연기 | 코로나19 범유행으로 무기한 연기 | 코로나19 범유행으로 무기한 연기 | 코로나19 범유행으로 무기한 연기 | 코로나19 범유행으로 무기한 연기 |        |      |      |      | 32   |
| 8    | 장-에릭 베르뉴            | 리타이어 | 8        | 리타이어 | 4           | 3        | 코로나19 범유행으로 무기한 연기 | 코로나19 범유행으로 무기한 연기 | 코로나19 범유행으로 무기한 연기 | 코로나19 범유행으로 무기한 연기 | 코로나19 범유행으로 무기한 연기 |        |      |      |      | 31   |
| 9    | 올리버 로랜드             | 4        | 5        | 17       | 7           | 9        | 코로나19 범유행으로 무기한 연기 | 코로나19 범유행으로 무기한 연기 | 코로나19 범유행으로 무기한 연기 | 코로나19 범유행으로 무기한 연기 | 코로나19 범유행으로 무기한 연기 |        |      |      |      | 30   |
| 10   | 샘 버드                   | 1        | 리타이어 | 10       | 리타이어    | 10       | 코로나19 범유행으로 무기한 연기 | 코로나19 범유행으로 무기한 연기 | 코로나19 범유행으로 무기한 연기 | 코로나19 범유행으로 무기한 연기 | 코로나19 범유행으로 무기한 연기 |        |      |      |      | 29   |
| 11   | 세바스티안 부에미         | 리타이어 | 12       | 13       | 3           | 4        | 코로나19 범유행으로 무기한 연기 | 코로나19 범유행으로 무기한 연기 | 코로나19 범유행으로 무기한 연기 | 코로나19 범유행으로 무기한 연기 | 코로나19 범유행으로 무기한 연기 |        |      |      |      | 27   |
| 12   | 안드레 로터러             | 2        | 14       | 실격     | 리타이어    | 8        | 코로나19 범유행으로 무기한 연기 | 코로나19 범유행으로 무기한 연기 | 코로나19 범유행으로 무기한 연기 | 코로나19 범유행으로 무기한 연기 | 코로나19 범유행으로 무기한 연기 |        |      |      |      | 25   |
| 13   | 닉 드 브리스              | 6        | 16       | 5        | 리타이어    | 11       | 코로나19 범유행으로 무기한 연기 | 코로나19 범유행으로 무기한 연기 | 코로나19 범유행으로 무기한 연기 | 코로나19 범유행으로 무기한 연기 | 코로나19 범유행으로 무기한 연기 |        |      |      |      | 18   |
| 14   | 파스칼 베를라인           | 11       | 15       | 4        | 9           | 22       | 코로나19 범유행으로 무기한 연기 | 코로나19 범유행으로 무기한 연기 | 코로나19 범유행으로 무기한 연기 | 코로나19 범유행으로 무기한 연기 | 코로나19 범유행으로 무기한 연기 |        |      |      |      | 14   |
| 15   | 로빈 프라인스             | 5        | 리타이어 | 15       | 실격        | 12       | 코로나19 범유행으로 무기한 연기 | 코로나19 범유행으로 무기한 연기 | 코로나19 범유행으로 무기한 연기 | 코로나19 범유행으로 무기한 연기 | 코로나19 범유행으로 무기한 연기 |        |      |      |      | 10   |
| 16   | 제임스 칼라도             | 16       | 7        | 8        | 실격        | 16       | 코로나19 범유행으로 무기한 연기 | 코로나19 범유행으로 무기한 연기 | 코로나19 범유행으로 무기한 연기 | 코로나19 범유행으로 무기한 연기 | 코로나19 범유행으로 무기한 연기 |        |      |      |      | 10   |
| 17   | 다니엘 앱트               | 리타이어 | 6        | 14       | 리타이어    | 14       | 코로나19 범유행으로 무기한 연기 | 코로나19 범유행으로 무기한 연기 | 코로나19 범유행으로 무기한 연기 | 코로나19 범유행으로 무기한 연기 | 코로나19 범유행으로 무기한 연기 |        |      |      |      | 8    |
| 18   | 제롬 담브로시오           | 9        | DNS      | 완주인정 | 10          | 13       | 코로나19 범유행으로 무기한 연기 | 코로나19 범유행으로 무기한 연기 | 코로나19 범유행으로 무기한 연기 | 코로나19 범유행으로 무기한 연기 | 코로나19 범유행으로 무기한 연기 |        |      |      |      | 3    |
| 19   | 펠리페 마사               | 12       | 17       | 9        | 리타이어    | 17       | 코로나19 범유행으로 무기한 연기 | 코로나19 범유행으로 무기한 연기 | 코로나19 범유행으로 무기한 연기 | 코로나19 범유행으로 무기한 연기 | 코로나19 범유행으로 무기한 연기 |        |      |      |      | 2    |
| 20   | 브렌든 하틀리             | 19       | 9        | 리타이어 | 12          | 19       | 코로나19 범유행으로 무기한 연기 | 코로나19 범유행으로 무기한 연기 | 코로나19 범유행으로 무기한 연기 | 코로나19 범유행으로 무기한 연기 | 코로나19 범유행으로 무기한 연기 |        |      |      |      | 2    |
| 21   | 올리버 터비               | 15       | 실격     | 11       | 13          | 21       | 코로나19 범유행으로 무기한 연기 | 코로나19 범유행으로 무기한 연기 | 코로나19 범유행으로 무기한 연기 | 코로나19 범유행으로 무기한 연기 | 코로나19 범유행으로 무기한 연기 |        |      |      |      | 0    |
| 22   | 니코 뮐러                 | DNS      | 리타이어 | 12       | 리타이어    | 20       | 코로나19 범유행으로 무기한 연기 | 코로나19 범유행으로 무기한 연기 | 코로나19 범유행으로 무기한 연기 | 코로나19 범유행으로 무기한 연기 | 코로나19 범유행으로 무기한 연기 |        |      |      |      | 0    |
| 23   | 닐 자니                   | 17       | 13       | 리타이어 | 14          | 18       | 코로나19 범유행으로 무기한 연기 | 코로나19 범유행으로 무기한 연기 | 코로나19 범유행으로 무기한 연기 | 코로나19 범유행으로 무기한 연기 | 코로나19 범유행으로 무기한 연기 |        |      |      |      | 0    |
| 24   | 마칭화                    | 20       | 19       | 16       | 리타이어    | 23       | 코로나19 범유행으로 무기한 연기 | 코로나19 범유행으로 무기한 연기 | 코로나19 범유행으로 무기한 연기 | 코로나19 범유행으로 무기한 연기 | 코로나19 범유행으로 무기한 연기 |        |      |      |      | 0    |

*완주인정: 레이스를 완주하지 못했으나 레이스의 90% 이상 참여하여 기록상 완주로 인정

##### 대회별
| 라운드 | 레이스     | 폴포지션                        | 레이스                          | 레이스                          |
| ------ | ---------- | ------------------------------- | ------------------------------- | ------------------------------- |
| 라운드 | 레이스     | 폴포지션                        | 우승자                          | 우승팀                          |
| 1      | 디리야     | 알렉산더 심스                   | 샘 버드                         | 엔비전 버진 레이싱              |
| 2      | 디리야     | 알렉산더 심스                   | 알렉산더 심스                   | BMW i 안드레티                  |
| 3      | 산티아고   | 미치 에반스                     | 맥시밀란 귄터                   | BMW i 안드레티                  |
| 4      | 멕시코시티 | 안드레 로터러                   | 미치 에반스                     | 파나소닉 재규어 레이싱          |
| 5      | 마라케시   | 안토니오 팰릭스 다 코스타       | 안토니오 팰릭스 다 코스타       | DS 테치타                       |
| 6      | 중국       | 코로나19 범유행으로 무기한 연기 | 코로나19 범유행으로 무기한 연기 | 코로나19 범유행으로 무기한 연기 |
| 7      | 로마       | 코로나19 범유행으로 무기한 연기 | 코로나19 범유행으로 무기한 연기 | 코로나19 범유행으로 무기한 연기 |
| 8      | 파리       | 코로나19 범유행으로 무기한 연기 | 코로나19 범유행으로 무기한 연기 | 코로나19 범유행으로 무기한 연기 |
| 9      | 서울       | 코로나19 범유행으로 무기한 연기 | 코로나19 범유행으로 무기한 연기 | 코로나19 범유행으로 무기한 연기 |
| 10     | 자카르타   | 코로나19 범유행으로 무기한 연기 | 코로나19 범유행으로 무기한 연기 | 코로나19 범유행으로 무기한 연기 |
| 11 6   | 베를린     |                                 |                                 |                                 |
| 12 7   | 뉴욕       |                                 |                                 |                                 |
| 13 8   | 런던       |                                 |                                 |                                 |
| 14 9   | 런던       |                                 |                                 |                                 |

## 중계방송
포뮬러E는 FOX Sports, BBC를 비롯한 전세계 주요 방송사를 통해 세계 각국에 TV중계를 제공한다. 제작은 오로라 미디어 월드와이드가 담당한다.
포뮬러E의 공식 웹사이트에 원하는 국가의 TV중계 정보를 제공하는 페이지가 있다. 또한 포뮬러E의 공식 유튜브 채널에서도 모든 세션의 라이브 중계를 제공하지만 퀄리파잉과 레이스의 경우에는 중계권 계약상의 이유로 대한민국을 비롯한 일부 국가의 접근이 차단되어 있다.
대한민국에서는 IPTV의 유료 서비스인 Star Sports 채널에서 시청할 수 있고, KBS1의 스포츠 중계석에서 녹화 중계를 제공한다. 스포츠 중계석은 늦은 시간에 방송되는데 본방송을 놓쳤을 때에도 KBS1의 VOD 서비스를 통해 무료로 다시보기가 가능하다.
아울러 5월 3일 서울에서 개최되는 시즌6의 8라운드 2019 서울 e-Prix는 KBS1에서 생중계할 예정이다.
공식 유튜브 채널은 라이브 중계뿐만 아니라 각 레이스와 연습 세션 그리고 퀄리파잉 세션의 하이라이트를 제공하고 연습 세션 및 레이스에 대해서는 풀 리플레이를 제공한다.